# Sphingicampa pollens
Sphingicampa pollens är en fjärilsart som beskrevs av William Schaus 1911. Sphingicampa pollens ingår i släktet Sphingicampa och familjen påfågelsspinnare. Inga underarter finns listade i Catalogue of Life.